# Záhirovský mazhab
Záhirovský mazhab je zaniklá právní škola islámu. Založil jej Abú Sulajman Dáwúd (zemřel 884) v Bagdádu. Kladl hlavní důraz na zjevný (záhir) smysl textu a odmítal analogii a osobní názor. Ke známým představitelům tohoto směru patří andaluský teolog Ibn Hazm (zemřel 1064).
Ač se jedná o zaniklý směr, užívá se dosud při některých právních rozhodnutích; v Egyptě, Sýrii a Tunisu se používá například k úpravě dědických předpisů. Někteří právníci se odvolávají například na výroky Prorokových druhů.